# Beaulieu (Cantal)
Beaulieu (okzitanisch: Bel Luòc) ist eine französische Gemeinde mit 84 Einwohnern (Stand: 1. Januar 2022) im Département Cantal in der Region Auvergne-Rhône-Alpes; sie gehört zum Arrondissement Mauriac und zum Kanton Ydes. 

## Geographie
Beaulieu ist die nördlichste Gemeinde des Départements Cantal. Sie liegt etwa 45 Kilometer südwestlich von Clermont-Ferrand. Die aufgestaute Dordogne begrenzt die Gemeinde im Westen. An der südlichen Gemeindegrenze mündet der Fluss Tialle in die Dordogne. Umgeben wird Beaulieu von den Nachbargemeinden Labessette im Norden, Trémouille-Saint-Loup im Osten, Lanobre im Süden, Sarroux im Westen und Südwesten sowie Monestier-Port-Dieu im Westen und Nordwesten.

## Bevölkerungsentwicklung
| Jahr      | 1962 | 1968 | 1975 | 1982 | 1990 | 1999 | 2006 | 2018 |
| Einwohner | 145  | 137  | 139  | 150  | 132  | 137  | 118  | 95   |

Quellen: Cassini und INSEE

## Sehenswürdigkeiten
- Priorei Sainte-Madeleine
- Ruinen der Burg Thynière aus dem 15. Jahrhundert mit Park

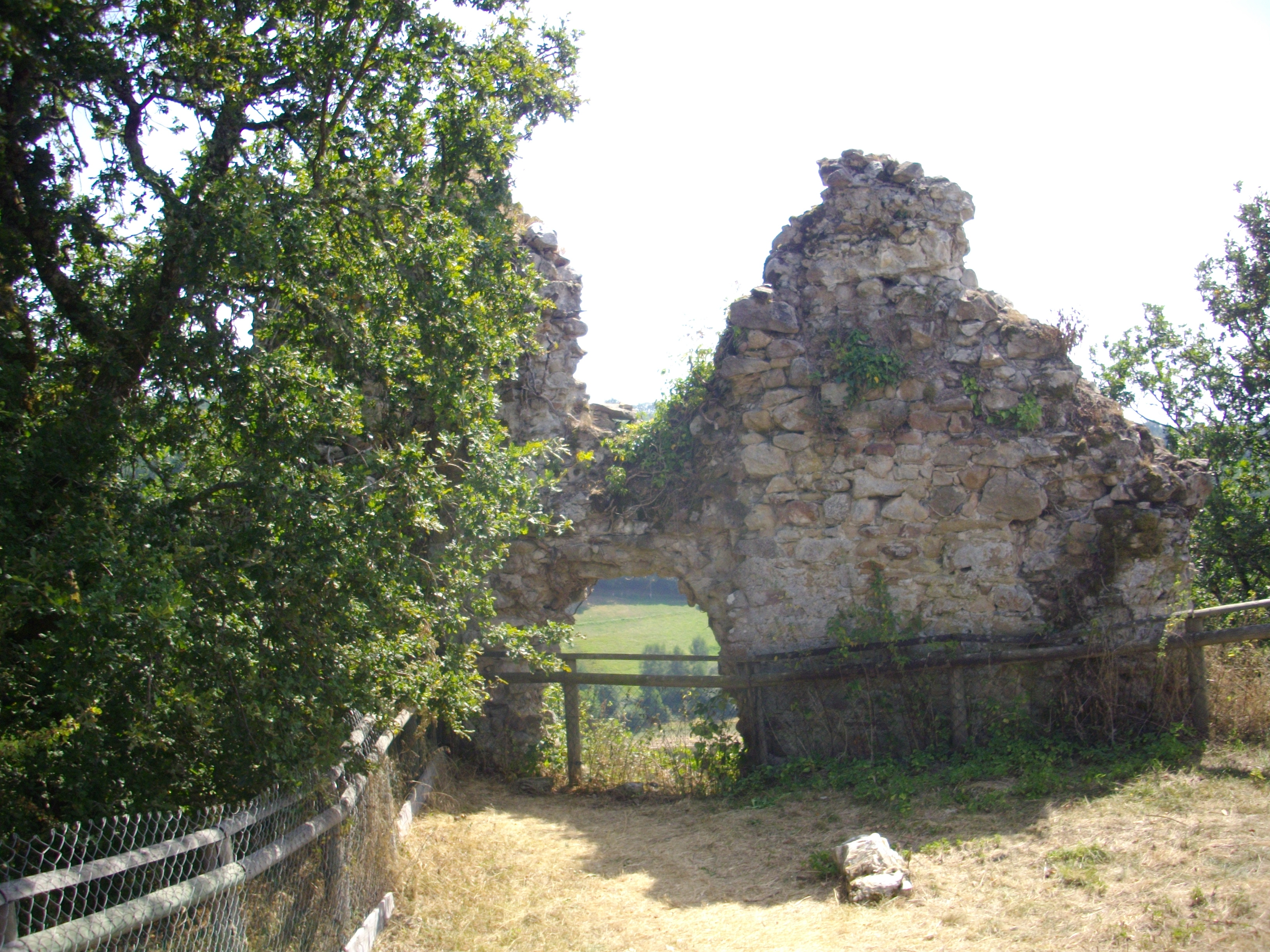
Reste der Burg Thynières